# Kirchenruine Maria Hilf

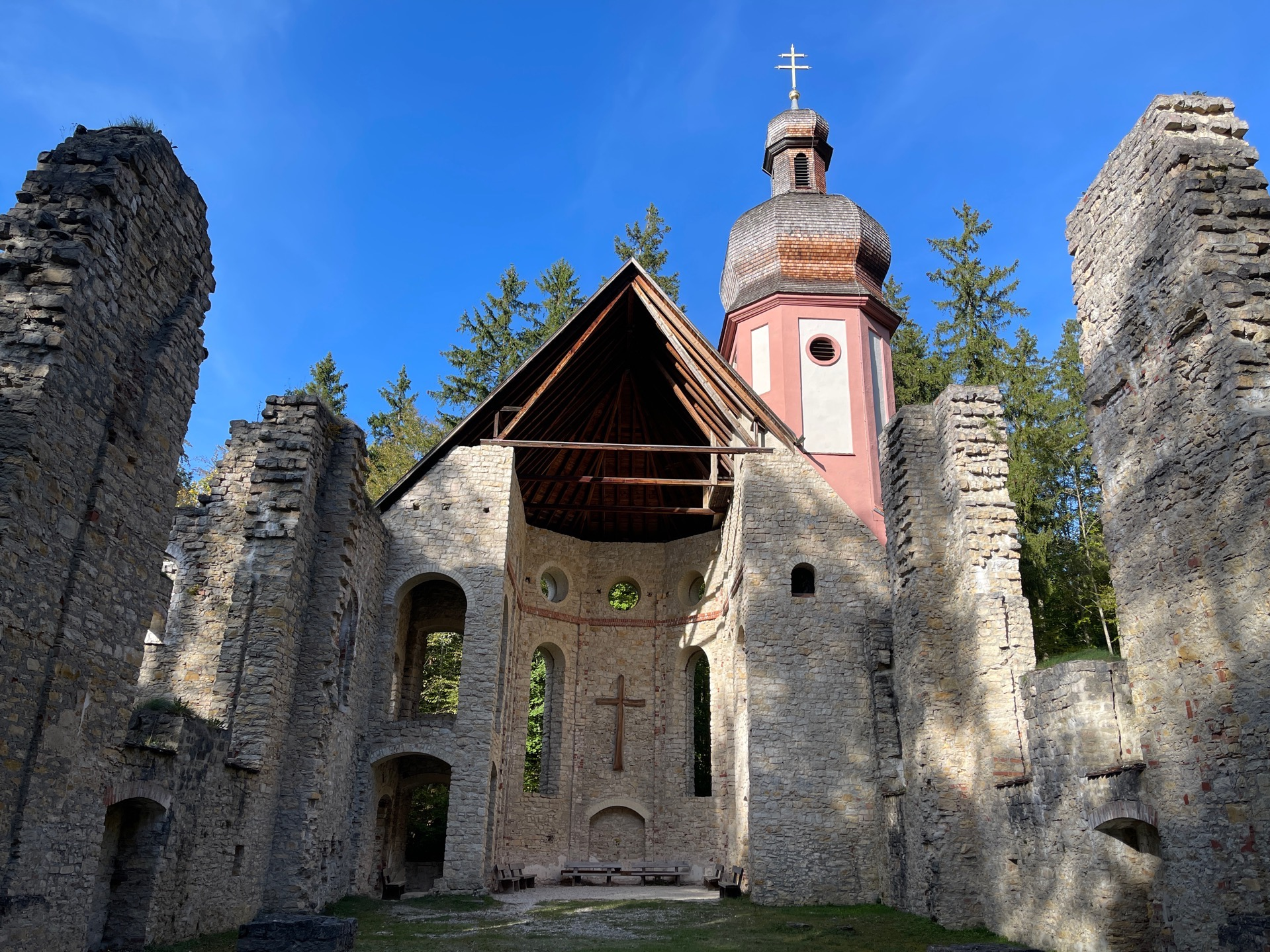
Kirchenruine Maria Hilf bei Mühlheim an der Donau

Die Kirchenruine Maria Hilf auf dem Welschenberg befindet sich auf dem Welschenberg, gut ein Kilometer östlich von Mühlheim an der Donau im Landkreis Tuttlingen in Baden-Württemberg. Sie ist das Überbleibsel einer barocken Wallfahrtskirche, die im 18. Jahrhundert eine der bedeutendsten Wallfahrtsstätten der Region war.

## Geschichte

### Ursprünge der Wallfahrt
Die Entstehung des Wallfahrtsortes geht auf das Jahr 1649 zurück, als der Mühlheimer Pfarrer Georg Walter ein Marienbild an einer großen Eiche auf dem Welschenberg anbrachte. Diese Maßnahme erfolgte ein Jahr nach dem Ende des Dreißigjährigen Kriegs, der die Region schwer getroffen hatte. In einer Zeit von Hunger, Seuchen und Not empfanden viele Menschen diesen Ort als tröstlichen Zufluchtsort. Die wachsende Verehrung des Marienbildes führte 1652 zum Bau einer kleinen Kapelle um die Eiche. Ab 1653, wurden zahlreiche wundersame Ereignisse und Heilungen berichtet – insgesamt sollen es bis 1664 etwa 69 Wunder gewesen sein. Der Ort entwickelte sich rasch zu einem beliebten Pilgerziel, sowohl aus der Region als auch überregional. Wegen des wachsenden Pilgerstroms wurde 1661 eine erste kleine Kirche errichtet, die die Kapelle ersetzte. Zur Versorgung der Pilger entstanden nach und nach weitere Gebäude, darunter eine Pilgerherberge mit Stallungen, die 1683 erbaut wurde. Im Jahr 1659 starb Pfarrer Georg Walter und wurde in der Nähe der Kapelle beigesetzt.

### Barockkirche und Blütezeit der Wallfahrt
Mitte des 18. Jahrhunderts erreichte die Wallfahrt auf dem Welschenberg ihren Höhepunkt. Teilweise pilgerten jährlich über 20.000 Gläubige zur Kirche „Maria Hilf“. Aufgrund des großen Andrangs wurde die bisherige Kirche 1754 abgerissen. In den Jahren 1754 bis 1756 wurde eine neue, deutlich größere Barockkirche errichtet, geplant vom aus Meßkirch stammenden Vorarlberger Architekten Franz Singer, einem Schüler von Johann Jakob Herkomer. Die neue Kirche maß etwa 47 Meter in der Länge und 18 Meter in der Breite. Auch das Marienbild und die Eiche wurden in den Neubau integriert. Die feierliche Weihe der neuen Kirche erfolgte am 1. Juli 1762 durch Franz Karl Joseph Fugger, Bischof von Konstanz. Die Seitenaltäre wurden 1774 von dem Künstler Anton Korb gefertigt.

### Aufhebung der Wallfahrt und Verfall
Mit dem Einzug der Aufklärung und der zunehmenden Säkularisierung ab dem späten 18. Jahrhundert ging die Zahl der Pilger zurück. Die Wallfahrt wurde schließlich 1811 auf Anordnung des protestantischen Königs Friedrich I. von Württemberg offiziell untersagt. Im Folgejahr, 1812, wurden Kirche und Nebengebäude auf Abbruch verkauft. Der Kirchenschatz wurde verteilt. Das ursprüngliche Gnadenbild der Muttergottes befindet sich heute in der Pfarrkirche St. Maria Magdalena in Mühlheim auf dem rechten Seitenaltar. Bis auf die Umfassungsmauern der Kirche verschwanden im Laufe der Jahre sämtliche Gebäude. Der Grundriss der Kirche blieb als Ruine erhalten. Der günstige Umstand, dass es in der Region reichlich Bausteine gibt, verhinderte den völligen Abbruch des Gotteshauses.

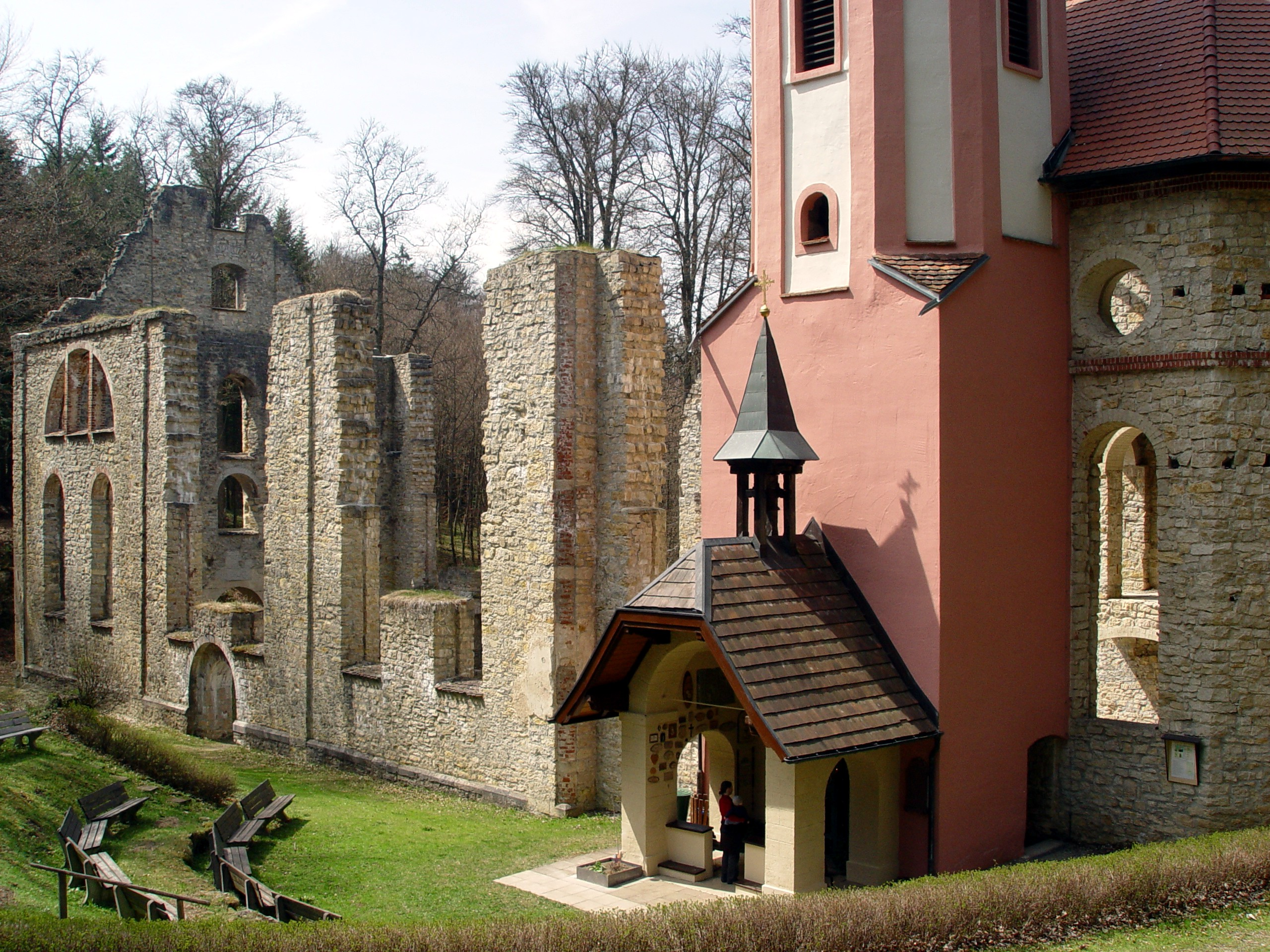
Kapelle von 1905

Trotz der offiziellen Aufhebung pilgerten weiterhin Menschen zur Ruine. Im Jahr 1904/05 ließ Pfarrer Dörr an der Ruine eine kleine offene Kapelle errichten, um dem fortdauernden Andrang Rechnung zu tragen. Diese Kapelle befindet sich am Fuß des ehemaligen Turmes.

### Restaurierung und Erhalt
Erst 1968 begannen umfangreiche Restaurierungs- und Rekonstruktionsmaßnahmen, die bis 1991 andauerten. In diesem Zeitraum wurden unter anderem der Chorraum neu überdacht und der Turm mit einem neuen Helm bis zur ursprünglichen Höhe wieder aufgebaut. Auch Teile der historischen Ausstattung, wie Epitaphien, wurden in die Kapelle integriert.
Seit 1984 kümmert sich der Welschenbergförderverein um die Erhaltung der Kirchenruine und des umliegenden Areals. Die Ruine ist heute ein Ort der Ruhe, der sowohl für religiöse Veranstaltungen als auch für Konzerte genutzt wird. Bänke auf dem Gelände laden zur Besinnung und zum Verweilen ein. Regelmäßig finden Gottesdienste statt, insbesondere im Mai Rosenkranzgebete an jedem Sonntag mit anschließender Marienandacht und im Oktober eine Marienandacht zum Rosenkranzsonntag, dem ursprünglichen Wallfahrtstermin.